# 董元醇
董元醇（?—?），又稱董元章，清代官員，河南洛邑人，祺祥之變中的開端人物。
咸豐二年（1852年）壬子恩科二甲十一名進士，選為翰林。十年，任從五品御史。咸豐十一年七月十七日，咸豐帝駕崩，遺下幼主載淳，遺詔由肅順等顧命八大臣輔政。八月初六日，董元醇上疏，稱新君年幼，應由東太后慈安與西太后慈禧暫時垂簾聽政，並暗示希望加上恭親王奕訢一起輔政。肅順等人得知之後大怒，咆哮於朝堂之上，嚇得載淳啼哭不止、尿失禁。也因為此事，董元醇被肅順下令發配軍臺效力。此時，兩宮太后發動祺祥之變，廢除祺祥年號，改為同治，肅順等顧命八大臣或殺或貶，都被肅清，董元醇因此非但沒被發配，反而加官一級，升為正五品工科給事中。後董元醇舉薦倭仁、祁雋藻、翁心存、許乃普等人為帝師，但兩宮太后沒有回應，不久後，因為其名與皇帝載「淳」同音，自行避諱，改名董元「章」。